# Bajice
Bajice (cyr. Бајице) – wieś w Czarnogórze, w gminie Cetynia. W 2011 roku liczyła 781 mieszkańców.